# 安明智
安明智（Bill Ernest，1950年—），前香港迪士尼樂園行政總裁。

## 生平
安明智出生於美國伊利諾州南部Flora的小鎮。畢業於南伊利諾州大學，是酒店管理及文娛管理的院士及碩士。過去多年來，為萬豪國際酒店集團開設40多間酒店。1994年，擔任Disney's Hilton Head Island Resort的總經理。2006年1月，接替羅彬森（Don Robinson）擔任香港迪士尼樂園行政總裁。